# Le Cercle littéraire de Guernesey
Pour plus de détails, voir Fiche technique et Distribution.
Le Cercle littéraire de Guernesey (The Guernsey Literary and Potato Peel Pie Society) est un drame historique britannique réalisé par Mike Newell et sorti en 2018. Il s'agit de l'adaptation du roman Le Cercle littéraire des amateurs d’épluchures de patates (2008) de Mary Ann Shaffer et Annie Barrows. 

## Synopsis
Londres, 1946. À la fin de la Seconde Guerre mondiale, Juliet Ashton, une jeune écrivaine britannique en manque d'inspiration, reçoit une lettre d'un mystérieux membre du Club de Littérature de Guernesey créé durant l'Occupation allemande. Intriguée et curieuse d'en savoir plus, elle se rend sur l'île et rencontre alors les membres excentriques et attachants du Cercle littéraire des amateurs d'épluchures de patates dont Dawsey Adams, le charmant fermier à l'origine de la lettre. Leurs confidences, son attachement à l'île et à ses habitants ou encore son affection pour Dawsey et pour les autres férus de littérature changeront à jamais le cours de sa vie ainsi que sa carrière d'écrivaine.

## Fiche technique
- Titre original : The Guernsey Literary and Potato Peel Pie Society
- Titre français : Le Cercle littéraire de Guernesey
- Réalisation : Mike Newell
- Scénario : Don Roos et Thomas Bezucha, d'après le roman épistolaire Le Cercle littéraire des amateurs d’épluchures de patates de Mary Ann Shaffer et Annie Barrows
- Montage : Paul Tothill
- Musique : Alexandra Harwood
- Photographie : Zac Nicholson
- Production : Paula Mazur, Mitchell Kaplan, Graham Broadbent et Pete Czernin
- Sociétés de production : Blueprint Pictures et Mazur/Kaplan Company
- Société de distribution : StudioCanal
- Pays de production :  Royaume-Uni
- Langue originale : anglais
- Format : Couleur
- Genre : drame historique
- Durée : 123 minutes
- Dates de sortie :
  - Royaume-Uni : 20 avril 2018
  - France : 13 juin 2018

## Distribution
- Lily James (VF : Julie Cavanna) : Juliet Ashton
- Michiel Huisman (VF : Axel Kiener) : Dawsey Adams
- Glen Powell (VF : Matyas Simon) : Mark Reynolds
- Jessica Brown Findlay (VF : Marie Tirmont) : Elizabeth McKenna
- Katherine Parkinson (VF : Mélodie Orru) : Isola Pribby
- Matthew Goode (VF : Jean-Christophe Dollé) : Sidney Stark
- Tom Courtenay (VF : Jean-Pierre Leroux) : Eben Ramsey
- Penelope Wilton (VF : Sylvie Genty)  : Amelia Maugery
- Kit Connor : Eli Ramsey
- Andy Gathergood : Eddie Meares
- Nicolo Pasetti : Christian Hellmann
- Tim Ingall : Anthony Holmes

## Anecdotes
- Bien que l'action du film se déroule sur l'île de Guernesey, le tournage n'a pas eu lieu sur l'île. La logistique était trop compliquée à gérer ou trop onéreuse notamment concernant le transport du matériel[1].
- À la distribution on retrouve Lily James, Jessica Brown Findlay, Penelope Wilton et Matthew Goode qui se donnaient déjà la réplique dans la série Downton Abbey.
- Kate Winslet était pressentie à un moment au casting du film[2].